# Pengwern
Nom moderne de Pengwern, voir Bodelwyddan.

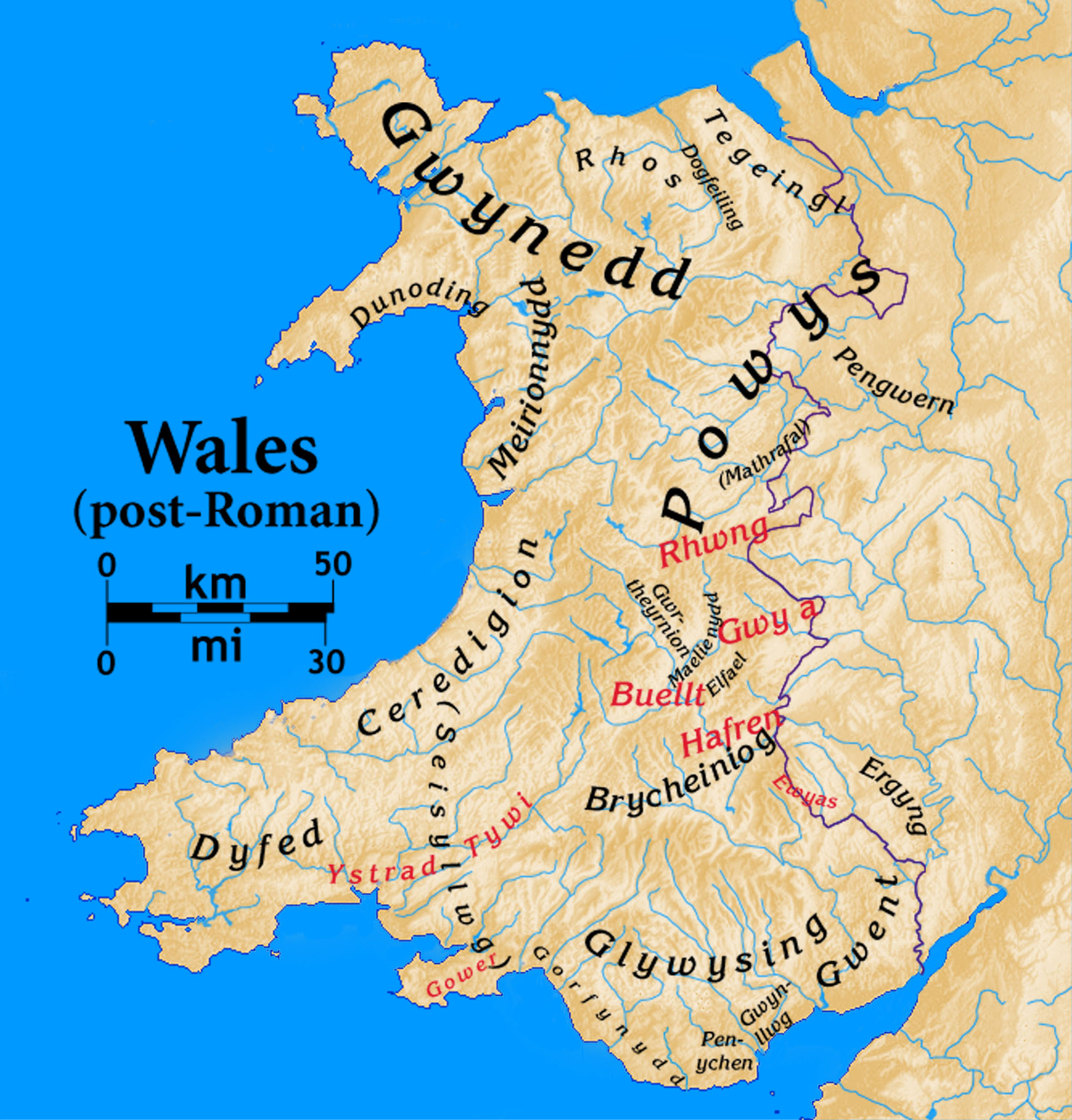
Royaume de la Grande-Bretagne post-romaine. La frontière actuelle entre le pays de Galles et l'Angleterre est montrée en rouge

Pengwern était une colonie des Bretons celtiques de  la Grande-Bretagne post-romaine , dont l'emplacement précis est incertain. Elle serait située dans l'actuel comté de Shropshire, limitrophe de la frontière du pays de Galles. Elle est généralement considérée comme étant le siège des rois du Powys, au milieu de pays de Galles,  avant qu'ils ne s'établissent à Mathrafal (en), situé plus à l'ouest. Une théorie avance que Pengwern pourrait avoir été un sous-royaume de Powys.

## Histoire et légende
On ne sait rien de la fondation de Pengwern, même si, selon la tradition galloise, elle faisait partie du Welsh royaume de Powys au début du  Moyen Âge. Le royaume originel de Powys, beaucoup plus étendu que le royaume médiéval, semble avoir coïncidé  avec le territoire de la tribu celtique dont la capitale ou le centre administratif était la civitas. la cité romaine de Viroconium (aujourd'hui Wroxeter).
Les exploits du prince Cynddylan, imaginés vers le IXe siècle, rapportés dans le Canu Heledd (en) en vieux gallois, une suite de poèmes héroïques et élégiaques rédigés par la sœur du prince, relatifs au Hen Ogledd également connu sous le nom de Llywarch Hen. Ils situent le siège de Pengwern à Yr Hen Ogledd (« le vieux Nord » en gallois). Ces poèmes ont été attestés ultérieurement dans le Livre rouge de Hergest, écrit entre environ 1382 et 1410. Ils avaient été inclus dans le Livre blanc de Rhydderch, aujourd'hui perdu. Cependant, ils sont attestés par deux manuscrits plus récents, le Peniarth Manuscripts 111 (rédigé par John Jones de Gellillyfdy en 1607), et "Londres, British Library , Ajouter. MS 31055" (par  Thomas Wiliems (en) en 1596) .

### Conflit avec la Northumbrie
La bataille de Maserfield s'est déroulée le 5 août 642 et oppose les rois anglo-saxons Oswald de Northumbrie et Penda de Mercie, ce dernier étant allié aux Gallois] du Powys. L'affrontement se solde par la défaite d'Oswald, qui laisse la vie sur le champ de bataille. La Northumbrie se sépare à nouveau entre Bernicie et Deira, tandis que la puissance de Penda en sort renforcée. Selon Stenton, la bataille de Maserfield donna à Penda le statut de « meilleur roi en Angleterre » (« the most formidable king in England »). 
Cette trêve ne dura que neuf années, le frère d'Oswald Oswiu de Northumbrie ayant soulé une armée de mercenaires de Northumbrie engagea le 15 novembre 655 (ou 654 la bataille de Winwaed qui vit la défaite des Merciens et la mort de Penda. Selon la poésie commémorant cette tragédie, la princesse Heledd fut la seule survivante et elle s'enfuit dans l'ouest du Powys. Après cela, la région associée à Pengwern semble avoir été partagée entre Mercie et Powys; une partie est restée entre les mains galloises jusqu'au règne d'Offa de Mercie et la construction de la digue d'Offa. Une partie était composée du sous-royaume anglican du Magonsæte.

## Sources
- (en) Cet article est partiellement ou en totalité issu de l’article de Wikipédia en anglais intitulé « Pengwern » (voir la liste des auteurs).